# Cimetière orthodoxe russe de Puente Alto
 (octobre 2024).
La mise en forme du texte ne suit pas les recommandations de Wikipédia : il faut le « wikifier ».
Les points d'amélioration suivants sont les cas les plus fréquents. Le détail des points à revoir est peut-être précisé sur la page de discussion.
- Les titres sont pré-formatés par le logiciel. Ils ne sont ni en capitales, ni en gras.
- Le texte ne doit pas être écrit en capitales (les noms de famille non plus), ni en gras, ni en italique, ni en « petit »…
- Le gras n'est utilisé que pour surligner le titre de l'article dans l'introduction, une seule fois.
- L'italique est rarement utilisé : mots en langue étrangère, titres d'œuvres, noms de bateaux, etc.
- Les citations ne sont pas en italique mais en corps de texte normal. Elles sont entourées par des guillemets français : « et ».
- Les listes à puces sont à éviter, des paragraphes rédigés étant largement préférés. Les tableaux sont à réserver à la présentation de données structurées (résultats, etc.).
- Les appels de note de bas de page (petits chiffres en exposant, introduits par l'outil «  Source ») sont à placer entre la fin de phrase et le point final[comme ça].
- Les liens internes (vers d'autres articles de Wikipédia) sont à choisir avec parcimonie. Créez des liens vers des articles approfondissant le sujet. Les termes génériques sans rapport avec le sujet sont à éviter, ainsi que les répétitions de liens vers un même terme.
- Les liens externes sont à placer uniquement dans une section « Liens externes », à la fin de l'article. Ces liens sont à choisir avec parcimonie suivant les règles définies. Si un lien sert de source à l'article, son insertion dans le texte est à faire par les notes de bas de page.
- La présentation des références doit suivre les conventions bibliographiques. Il est recommandé d'utiliser les modèles {{Ouvrage}}, {{Chapitre}}, {{Article}}, {{Lien web}} et/ou {{Bibliographie}}. Le mode d'édition visuel peut mettre en forme automatiquement les références.
- Insérer une infobox (cadre d'informations à droite) n'est pas obligatoire pour parachever la mise en page.

Pour une aide détaillée, merci de consulter Aide:Wikification.
Si vous pensez que ces points ont été résolus, vous pouvez retirer ce bandeau et améliorer la mise en forme d'un autre article.
Le cimetière orthodoxe russe de Puente Alto est un cimetière chilien terrassé de un hectare, inauguré en 1955 dans le secteur Bajos de Mena, dans le quartier de Puente Alto, destiné à inhumer des personnes ayant gardé un lien avec l'Église orthodoxe russe, une minorité religieuse dans le pays. Il s'agit de la première nécropole d'Amérique du Sud dans son type.
Pendant la célébration annuelle des Journées du patrimoine culturel du Chili, le cimetière est ouvert pour des visites guidées.

## Histoire
Pour la communauté russe résidente à Santiago se faisait impérieuse le besoin de d'en avoir un lieu propre pour inhumer à ses morts, mis à que pour les croyances et des traditions orthodoxes, les défunts doivent passer par un rituel funéraire spécial, être veillés dans une chapelle de la foi orthodoxe à l'intérieur et inhumés, en rejetant autres types de tombes que ne soient pas sous la terre, aussi bien qu'aussi la crémation. En conséquence, en 1955 a été créée par des immigrants russes l'Association Pro Cimetières Russes Orthodoxes Résidents au Chili, laquelle a acquis deux terrains attenants d'une demi ha (1,24 acres)  pour la construction du cimetière. Dans ses débuts et en suivant les dispositions politiques du Patriarcat de Moscou, le cimetière était destiné uniquement pour "des russes blancs", c'est-à-dire, personnes appartenant à l'émigration blanche anti-bolchevique, en étant postérieurement modifié pour des personnes de n'importe quelle origine politique, ethnique ou ressortissant que professent la religion orthodoxe russe.

## Sépultures remarquables
Dans la plupart des tombes, il est possible voir des croix russes qu'ils démontrent la foi de ceux qui y reposent. Le cimetière abrite des tombes de personnes des différents régions de la Russie, ainsi que les pays qui ont formé l'Union Soviétique  et leurs descendants qui préservent la religion orthodoxe au Chili. Parmi les tombes remarquables, se trouve celle de W. Gagarine, qui est un parent direct de l'astronaute Yuri Gagarine. De même, des soldats des guerres mondiales, comme Vasily Ignatiev et le cosaque Dimitris Frolov, qui ont combattu pendant la Première Guerre mondiale et la danseuse Elena Poliakova, entre autres.